# ТЕС Мешхед
36°16′17″ пн. ш. 59°38′59″ сх. д. / 36.27139° пн. ш. 59.64972° сх. д.
ТЕС Мешхед – іранська теплова електростанція на північному сході країни в провінції Хорасан-Резаві. 
У 1968 році станція почала роботу з двома паровими турбінами потужністю по 12,5 МВт (станом на середину 2010-х з них залишалась в роботі лише одна). А в 1973 – 1974 роках запустили ще дві парові турбіни потужністю по 60 МВт. 
У 1971 та 1984 роках на майданчику ТЕС стали до ладу дві встановлені на роботу у відкритому циклі газові турбіни потужністю по 18,75 МВт, а в проміжку між цими подіями, у 1977-му, ввели в дію дві так само встановлені на роботу у відкритому циклі газові турбіни потужністю по 75 МВт.
Невдовзі після спорудження ТЕС перевели на використання природного газу, котрий з 1973-го почав надходити до Мешхеду по трубопроводу із Хангірана.
Видача продукції відбувається по ЛЕП, розрахованій на роботу під напругою 63 кВ.